# Libro del Conoscimiento

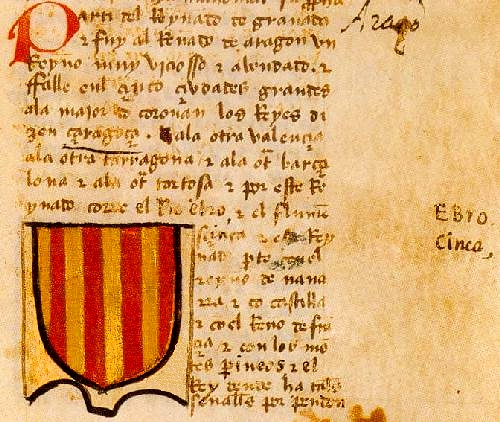
Description du royaume d'Aragon dans le Libro, avec son blason.

Le Libro del Conoscimiento (titre complet : Libro del conosçimiento de todos los rregnos et tierras e señoríos que son por el mundo et de las señales et armas que han) est un manuel héraldique et géographique rédigé en Castille au XIVe siècle.
Il se présente comme le récit d'un voyage à travers le monde effectué par un moine franciscain castillan qui se dit né en 1305. Le franciscain retrace son parcours à travers l'Europe, l'Afrique et l'Asie et décrit le blason des villes et royaumes qu'il traverse.
L'ouvrage a été redécouvert en 1874 et publié en 1877 par Marcos Jiménez de la Espada à partir de trois copies manuscrites. Jiménez de la Espada présente le Libro comme un récit authentique, mais cette opinion a été très rapidement remise en question, le récit présentant de nombreux éléments fantastiques et décrivant un voyage d'une longueur difficilement envisageable au XIVe siècle. Il est possible que le Libro soit en fait un armorial, le récit de voyage ayant été conçu comme un simple cadre.